# Mystacina tuberculata
Mystacina tuberculata es una especie de murciélago de la familia Mystacinidae. Es una especie de murciélago omnívoro que se alimenta de artrópodos, frutas, néctar, polen, etc.

## Distribución geográfica
Es endémica de Nueva Zelanda, se puede encontrar en las islas del norte y del sur, y las islas adyacentes.